# Can Travi Vell
Can Travi Vell és una masia situada a l'avinguda de Vidal i Barraquer, al barri de la Vall d'Hebron de Barcelona. Està catalogada com a bé amb elements d'interès (categoria C).

## Història i descripció
Es tracta d'una construcció del segle xvi, i a la segona meitat del segle xviii, el Baró de Maldà s'hi referia en el seu llibre El col·legi de la bona vida com a «casa de les Garrigones», propietat de la família Garrigó, emigrada de la  Catalunya Nord arran de la seva annexió a França. El 1839 va ser adquirida per Josep de Travy i de Casanova (1810-1867), d'una família d'origen genovès amb grans propietats a la Cerdanya, que li donà nom.
La masia estava en molt mal estat a causa de les diferents vicissituds que va haver de patir. Durant la Guerra Civil, va caure una bomba al pati i quedà parcialment derruïda; l'objectiu eren els grans dipòsits d'aigua de la finca, plens d'oli i gasolina. El 1975, hi va explotar una bombona de butà que va ensorrar una part de l'església, els cellers, els cups, la cuina i el menjador. Fins als anys 1980, les terres eren treballades pels masovers Simó, actuals propietaris de Can Travi Nou, que hi conreaven verdures.
La finca fou expropiada per a la construcció de l'enllaç del Túnel de la Rovira amb la Ronda de Dalt (actual avinguda de l'Estatut de Catalunya), i posteriorment, l'Ajuntament de Barcelona va restaurar el que quedava amb l'afegit d'un edifici de nova planta, i ara és la seu de la Guàrdia Urbana al districte d'Horta-Guinardó.